# Georg Maercker

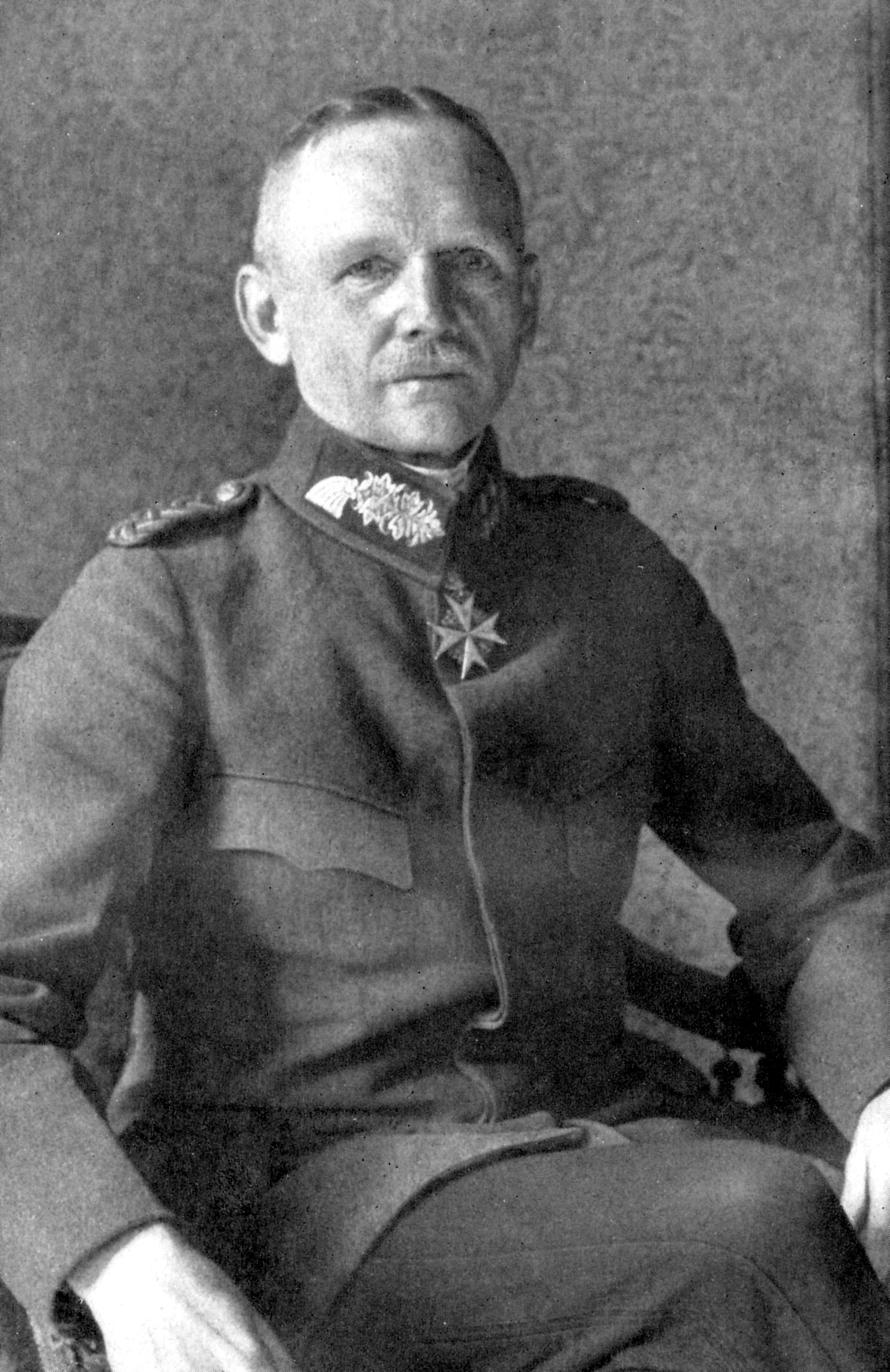
Generalmajor Maercker um 1920

Georg Ludwig Rudolf Maercker (* 21. September 1865 in Baldenburg; † 31. Dezember 1924 in Dresden) war ein deutscher Generalmajor und Freikorpsführer.

## Jugendzeit
Maercker wurde in Baldenburg als ältestes von fünf Kindern des Kreisrichters Theodor Maercker geboren. Seine Familie stammte ursprünglich wahrscheinlich aus Calbe (Saale). Ende des 18. / Anfang des 19. Jahrhunderts zog sein Urgroßvater, Johann Simon Maercker (1764–1836), als Geheimer Medizinalrat nach Marienwerder in Westpreußen. Maerckers Vater kämpfte auf preußischer Seite sowohl im Deutschen Krieg 1866 als auch im Deutsch-Französischen Krieg 1870/71 als Reserveoffizier und starb im Jahre 1871, als Maercker sechs Jahre alt war.

## Militärische Laufbahn bis 1904
Maerckers militärische Ausbildung begann im Kadettenhaus Culm und endete nach dem Besuch der Hauptkadettenanstalt in Groß-Lichterfelde bei Berlin. Anschließend wurde er am 14. April 1885 als Sekondeleutnant dem 4. Pommerschen Infanterie-Regiment Nr. 21 der Preußischen Armee in Thorn überwiesen. Es folgte am 1. April 1887 seine Versetzung in das Infanterie-Regiment Nr. 137 in Hagenau. Dort ließ er sich am 19. September 1888 für ein Jahr beurlauben, um nach Afrika zu gehen. Nach kurzer Tätigkeit für die Deutsch-Ostafrikanische Gesellschaft ging er als Offizier zur Schutztruppe nach Deutsch-Ostafrika. Dort nahm er am 18. Mai 1889 an einem Gefecht bei Dar-es-Salam im Rahmen der Niederschlagung des sogenannten Araberaufstandes teil. Im Jahre 1890 wurde er wieder in die Preußische Armee übernommen, wo er u. a. an der Kriegsakademie in den Jahren 1891 bis 1894 weiter ausgebildet wurde. 1895 wurde er zum Großen Generalstab versetzt. Im gleichen Jahr heiratete er Luise Lindner.
1898 erfolgte seine Beförderung zum Hauptmann während eines Kommandos beim Reichsmarineamt, das von 1898 bis 1899 Vermessungsarbeiten in Kiautschou, dem deutschen Pachtgebiet in China, beinhaltete. Im Jahre 1900 kehrte er nach Deutschland zurück, diente zunächst wieder im Generalstab und ab 1902 als Kompaniechef im Infanterie-Regiment „von Boyen“ (5. Ostpreußisches) Nr. 41 in Tilsit. Im Jahr 1904 wurde er zum Major befördert und in den Generalstab des Etappenkommandos der Schutztruppe für Deutsch-Südwestafrika, dem heutigen Namibia, versetzt.

## Deutsch-Südwestafrika
In den Jahren 1904 bis 1907 nahm Maercker an den damals so genannten Herero- und Hottentottenfeldzügen teil. Im Rahmen des Nama-Aufstandes führte er die Schutztruppen-Einheiten im Gefecht bei Nubib gegen die unter dem Oberbefehl des Hereroführers Andreas vereinigten Truppen der Herero und Nama; dabei wurde er an der Schulter schwer verwundet. Im Jahre 1910 verließ er die Schutztruppe und wurde Bataillonskommandeur im Infanterie-Regiment „König Ludwig III. von Bayern“ (2. Niederschlesisches) Nr. 47. Im Jahr zuvor zum Oberstleutnant befördert, wurde Maercker 1913 Kommandant auf der Insel Borkum. 1914 folgte die Beförderung zum Oberst.

## Erster Weltkrieg
Im Ersten Weltkrieg nahm er 1915 und 1916 als Regimentskommandeur an den Stellungskämpfen am Kormyn und am Styr gegen das russische Heer teil, danach an den Stellungskämpfen im Westen, an der Yser, im Wytschaete-Bogen und bei St. Eloi. 1916 wurde er in der Schlacht an der Somme erneut verwundet, nahm aber bereits einen Monat später wieder an den Stellungskämpfen an der Aisne teil. Ende 1916 kam er wieder an die russische Front, wo er in der Schlacht an der Narajowka und Zlota Lipa beteiligt war. 1917 folgte die Teilnahme an den Stellungskämpfen an der Somme, im Wytschaete-Bogen, an der Yser sowie an der Frühjahrsschlacht bei Arras, dann Stellungskämpfe in der Champagne und die Schlacht in Flandern, in der er erneut verwundet wurde. Am 1. Oktober 1917 wurde er mit dem Pour le Mérite und am 3. Mai 1918 mit dem Eichenlaub zum Pour le Mérite ausgezeichnet. Am 18. August 1917 wurde er zum Generalmajor befördert und am 20. Januar 1918 zum Kommandeur der 214. Infanterie-Division ernannt.

## Zwischenkriegszeit

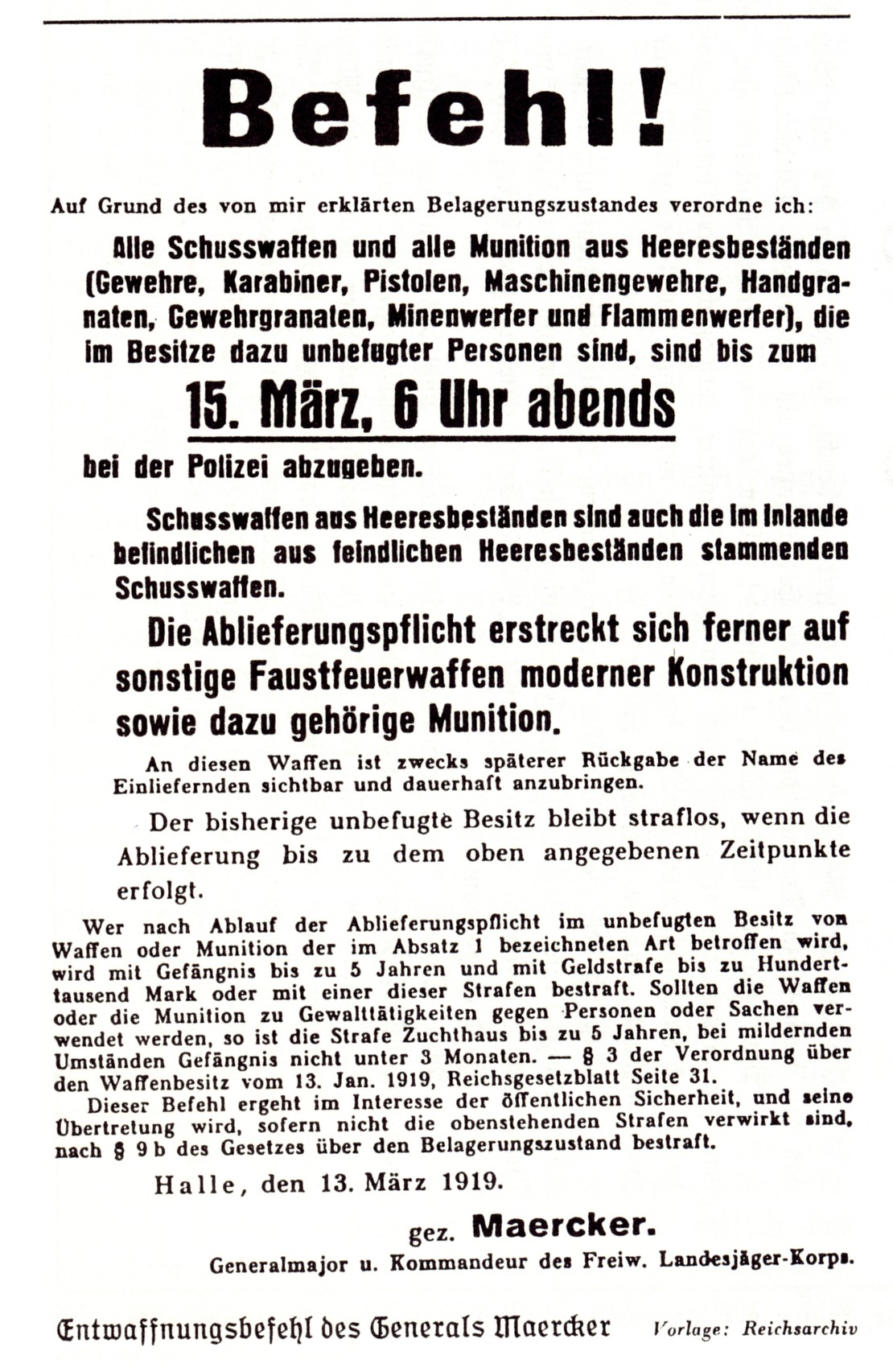
Flugblatt

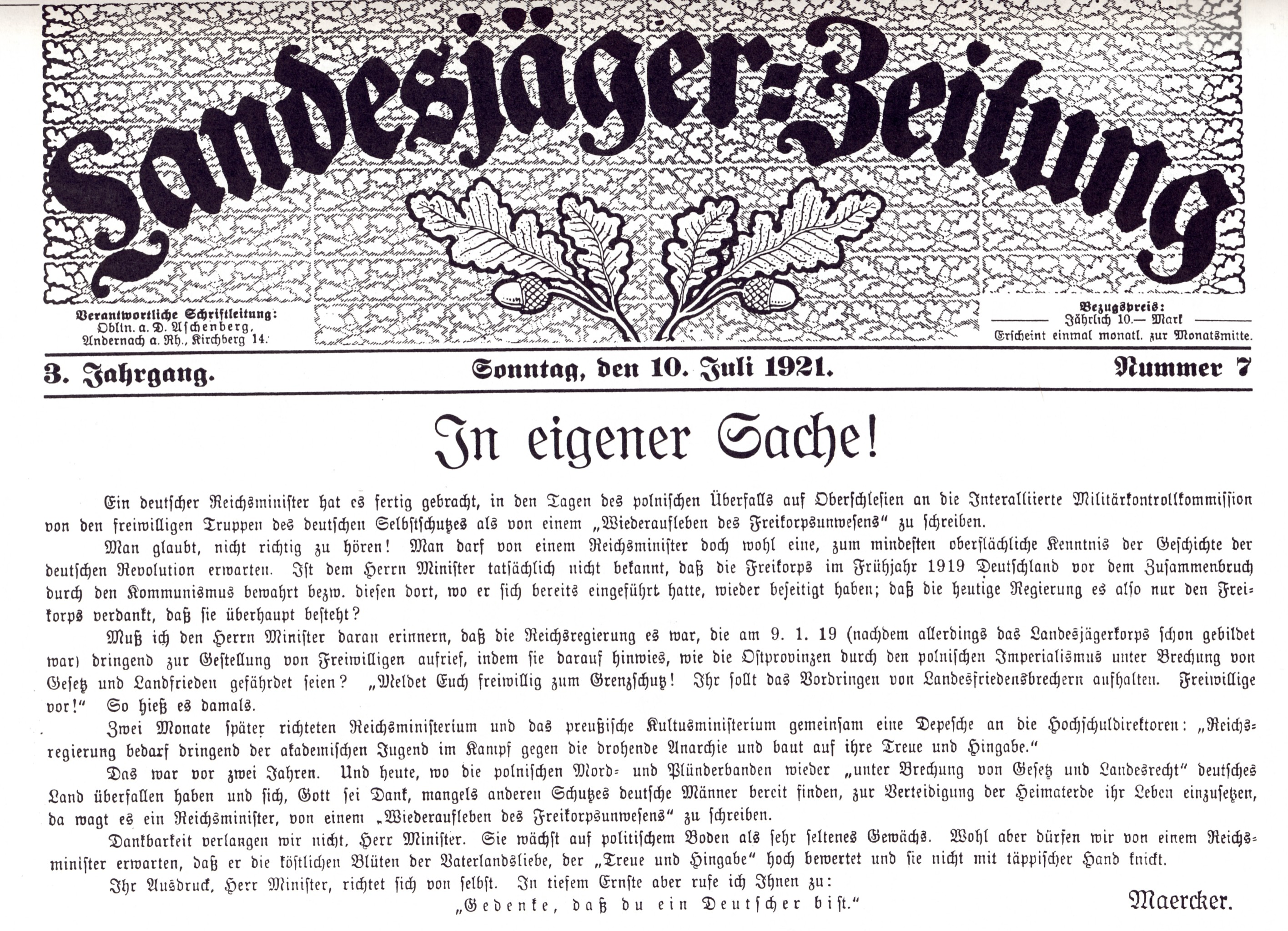
Kommentar von Maercker in der Landesjäger-Zeitung 1921

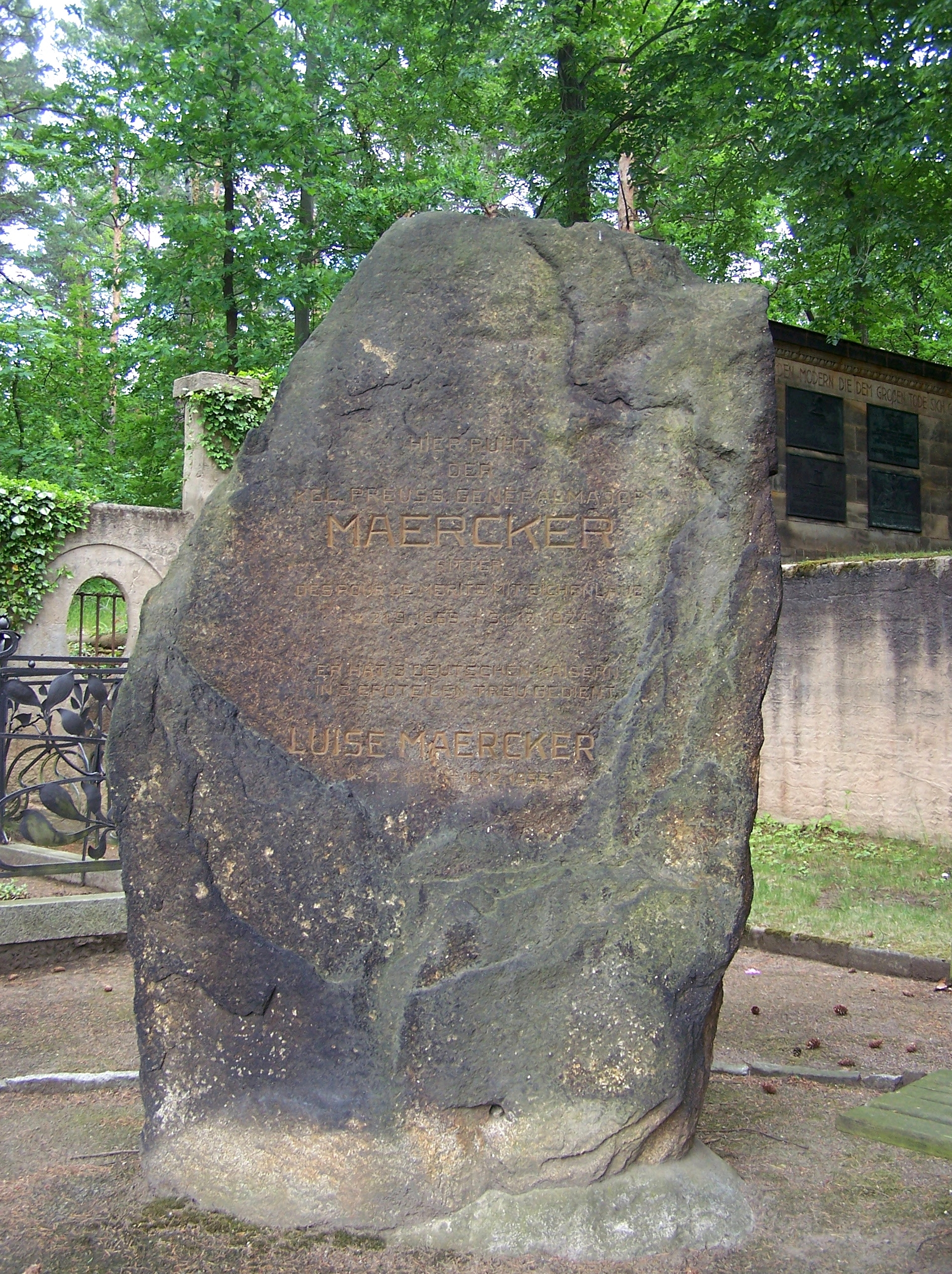
Grab von Georg Maercker auf dem Nordfriedhof in Dresden

Wenige Wochen nach dem Ende des Krieges, am 6. Dezember 1918, beschloss Maercker, der sich in Salzkotten bei Paderborn aufhielt, auf Anregung der Obersten Heeresleitung, ein Freikorps zu bilden. Die Initiative zur Gründung ging wohl auf den damaligen Reichskanzler Friedrich Ebert und den späteren Reichswehrminister Gustav Noske zurück. Die Mehrzahl der Offiziere und Unteroffiziere sowie ein Großteil der Mannschaften seiner ehemaligen 214. Infanterie-Division folgten seinem Aufruf, sich dem Freikorps „Landesjäger“ anzuschließen. In seiner inneren Struktur war es stark an die kaiserliche Armee angelehnt. Maercker achtete streng auf Disziplin und unterstellte das Freikorps der Reichsregierung unter Ebert. Am 5. Januar 1919 wurde Noske offiziell zum Oberbefehlshaber aller regierungstreuen Truppen ernannt, zu denen auch die „Landesjäger“ gehörten.
Im Januar 1919 kam es in Berlin zum Spartakusaufstand, und bis Ende Januar 1919 sicherte Maercker mit seinem Freikorps auf Befehl von Noske Teile Berlins. Durch militärische Präsenz und Drohungen gelang es, die Lage zu stabilisieren. Anfang Februar 1919 ging das Landesjägerkorps nach Weimar, wo es den dortigen Arbeiter- und Soldatenrat entwaffnen sollte. Auch hier zeigte Maerckers Taktik aus massiver militärischer Präsenz und Drohungen Erfolg: Die bewaffneten Räte zogen ab, und die Stadt unterstellte sich wieder der Kontrolle der Reichsregierung. Maerckers Freikorps sicherte nunmehr die in Weimar tagende Nationalversammlung und die Wahl Eberts zum Reichspräsidenten ab. Mitte Februar wurde das Freikorps zunächst nach Gotha, dann nach Eisenach und in andere thüringische Städte beordert, um dort die außer Kontrolle geratene Situation zu befrieden. Auch hier hatte Maercker zumeist Erfolg, wobei es häufig zu chaotischen Verhandlungen zwischen ihm und den Vertretern der Arbeiter- und Soldatenräte kam. In Erfurt wurde er überfallen und durch einen Messerstich am Kopf verletzt.
Im März erhielt er den Befehl, in Halle (Saale) einzurücken. Wegen eines Zugunfalls misslang die beabsichtigte Überrumpelung der revolutionären Räte. Bei den folgenden Straßenkämpfen mit bewaffneten Arbeitern und Matrosen gab es auf beiden Seiten erhebliches Blutvergießen. Unter den Todesopfern war auch Oberstleutnant Robert von Klüber, der in Zivil einen Erkundungsgang durch die Stadt unternommen hatte, aber als Freikorpsmann erkannt wurde; er wurde von einer Brücke in die Saale geworfen und schließlich erschossen. Maercker verhängte den Belagerungszustand über die Stadt und befahl militärisches Durchgreifen. Nach siebenstündigem Kampf errang das Freikorps die Kontrolle über die Stadt. Auf Seiten der Räte waren 29 Tote zu beklagen, beim Freikorps 7 Mann. Ende März zog das Freikorps aus Halle ab, und der Belagerungszustand wurde aufgehoben.
Im April 1919 beschloss der Zentrale Soldatenrat des IV., XVI. und XXI. Armee-Korps in Magdeburg, die Offiziere abzusetzen, die Reichsregierung zu stürzen und in Deutschland eine Räterepublik zu errichten. Es kam zum Generalstreik der Arbeiter und zu Verhaftungen von Politikern und Militärs. Waffenlager in der Zitadelle Magdeburg wurden geplündert und Straßenkämpfe zwischen revolutionären Arbeitern und Soldaten und regierungstreuen Truppen brachen aus. Die Reichsregierung Scheidemann forderte den Soldatenrat ultimativ auf, seine Gefangenen freizulassen, und befahl Maercker, die Ordnung in der Stadt wiederherzustellen. Am Morgen des 9. April trafen seine Landesjäger, aus Halle kommend, in Magdeburg ein, wo es sofort zu vereinzelten Scharmützeln kam. Einen Tag später war der Auftrag der Reichsregierung erfüllt; die Revolutionäre hatten sieben Todesopfer zu beklagen.
Infolge der Novemberrevolution in Braunschweig wurde die Stadt von der Reichsregierung als Mittelpunkt der kommunistischen Bewegung angesehen. Am 9. April hatten Spartakisten den Generalstreik, die Absetzung der Reichsregierung, den Anschluss an die Russische Räterepublik und die Errichtung einer Räteherrschaft in ganz Deutschland ausgerufen. Der Streik verursachte im Eisenbahnverkehr des gesamten Freistaates Braunschweig ein Chaos. Das Braunschweiger Bürgertum trat daraufhin in einen Gegenstreik, und es drohte ein Bürgerkrieg in der Stadt. Daraufhin beauftragte die Reichsregierung Maercker, auch in Braunschweig für Ordnung zu sorgen, und verhängte den Belagerungszustand über die Stadt. Am 14. April ließ Maercker per Flugzeug Flugblätter über der Stadt abwerfen, in denen er harte Konsequenzen bei Widerstand androhte. Trotzdem kam es am 15. April zu ersten Kämpfen in Helmstedt, bei denen es auf beiden Seiten Tote gab. Maerckers Drohungen zeigten allerdings Wirkung, denn nach Abbruch des Generalstreiks konnte er ohne Blutvergießen in Braunschweig einmarschieren. Die Spitzen der revolutionären Regierung wurden verhaftet bzw. unter Hausarrest gestellt. Bereits nach wenigen Tagen normalisierte sich die Lage wieder, und der Belagerungszustand konnte erheblich gelockert werden.
Am 2. Mai wurde das Landesjägerkorps offiziell in die neu entstandene Reichswehr eingegliedert, als Landesjägerkorps Reichswehr-Brigade 16.
Am 10. Mai zog Maercker seine Truppen auf Befehl der Regierung nach Leipzig ab, wo sich ebenfalls chaotische Zustände entwickelt hatten. Am 11. Mai rückten 15.000 Soldaten in Leipzig ein. Ohne größeres Blutvergießen wurde die Ordnung in der Stadt wiederhergestellt. Am 19. Mai rückten Maerckers Truppen im ebenfalls unruhigen Eisenach ein und verhafteten die Führer der Revolutionäre. Nach intensiven Verhandlungen konnte auch hier ohne größere Kämpfe der Wille der Reichsregierung durchgesetzt werden. Im Folgenden bemühte sich Maercker um eine bessere Lebensmittelversorgung der Bevölkerung. Im Juni erfolgten kleinere Einsätze in Erfurt und Weimar. Die Truppen wurden danach schwerpunktmäßig nach Gotha verlagert und bezogen dort Quartier. Damit wurde die Ausrufung einer Räterepublik in Gotha verhindert.
Im Oktober 1919 wurde Maercker Befehlshaber des Wehrkreiskommandos IV in Dresden. Während des Kapp-Putsches im März 1920 nahm er zunächst eine abwartende Haltung ein, versagte den Putschisten dann schließlich seine Unterstützung. Er wurde am 28. April 1920 wegen seiner nicht eindeutigen Stellungnahme für die Reichsregierung aus dem aktiven Militärdienst entlassen.
1921 gründete Maercker die Koloniale Arbeitsgemeinschaft in Halle und schloss sich dem Stahlhelm an. 1922 gründete er den Deutschen Kolonialkriegerbund und war auf Lebenszeit dessen erster Präsident.
Maercker war Ehrenmitglied der Studentenverbindung VDSt Halle-Wittenberg. Als sich die Studentenverbindungen während der NS-Zeit in Kameradschaften umwandeln mussten, nahm der VDSt Halle-Wittenberg den Namen Kameradschaft Maercker an.
Nach seinem Tode beerdigte man ihn auf dem Dresdner Nordfriedhof. Nach ihm wurde die ehemalige General-Maercker-Kaserne in Halle benannt.
Der 1936 nach Maercker benannte „Maerckerweg“ in Berlin-Lankwitz wurde nach einem missglückten ersten Versuch am 11. Januar 2023 formal umbenannt; am 17. Februar 2023 wurden die neuen Straßenschilder „Maria-Rimkus-Weg“ enthüllt.

## Schriften
- Vom Kaiserheer zur Reichswehr. Leipzig 1921; archive.org.
- Unsere Schutztruppe in Ostafrika. Berlin 1893 (online).